# شريعة الغاب

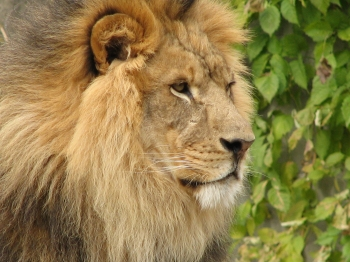
الأسد

شريعة الغاب عبارة يقصد بها حالة من الفوضى حيث يقوم كل شخص بالتصرف كما يريد وأخذ حقه بنفسه لأسباب مختلفة منها ضعف الأمن أو سوء السلطة.

## مسرحية
شريعة الغاب هي مسرحية لأحمد شوقي يعرض فيها بعض الحيوانات المفترسة والحيوانات الماكرة والحيوانات الضعيفة وكل حيوان يدل على عضو من أعضاء السلطة الحاكمة .
الحيوانات التي ذكرت في المسرحية هي:
1. الأسد: ويتصف بأنه الحاكم المستبد المتسلم والمعجب بقوته ويمتاز بالحكمة

فتكلم الأسد عن نفسه وقال ن ذنوبه كثيرة حيث قتل وجرح ويتّم الأطفال ورمّل النساء
1. النمر: ويتصف بالقوة والعمل بالخفاء.